# كرايغ نيتي
كرايغ نيتي (بالإنجليزية: Craig Nitti)‏ هو لاعب كرة قدم أمريكي في مركز الدفاع، ولد في 19 يناير 1992 في فان نويس في الولايات المتحدة. لعب مع Loyola Marymount Lions men's soccer ‏.